# Karaboro occidental
Le karaboro occidental ou syer-tenyer est une langue sénoufo parlée dans le sud du Burkina Faso.